# Puchar Europejski piłkarzy ręcznych
Puchar Europejski EHF (1993–1999 Puchar Miast EHF, 2000–2019 Puchar Wyzwań EHF) – trzecie w hierarchii, po Lidze Mistrzów i Lidze Europejskiej, europejskie klubowe rozgrywki piłki ręcznej utworzone z inicjatywy Europejskiej Federacji Piłki Ręcznej (EHF) w 1993 r. i od tej pory cyklicznie rozgrywane co sezon.

## Format rozgrywek
Od sezonu 2020/21 do sezonu 2022/23 prawo do uczestnictwa w rozgrywkach miały 2 zespoły z federacji krajowych, które zajmowały lokatę niższą niż 9. w Rankingu EHF oraz 3 najlepsze zespoły z federacji zajmujących w rankingu miejsce niższe niż 30. Od sezonu 2023/24 prawo do uczestniczenia w rozgrywkach reguluje klasyfikacja Pucharu Europejskiego w rankingu EHF. EHF ma również prawo przyznania „dzikich kart” klubom ubiegającym się o udział w turnieju.
Zawody odbywają się systemem pucharowym w formie dwumeczu.

### Podział miejsc według federacji krajowych w EHF European Cup[3]
Przykłady aktualne na sezon 2024/25
- Federacje, które nie zajmują miejsca w rankingu zapewniającego awans do Ligi Mistrzów, lub Ligi Europejskiej mają prawo wystawić po 4 zespoły. Przykłady takich federacji:  Czechy,  Izrael,  Serbia
- Federacje zajmujące miejsca premiowane awansem do Ligi Mistrzów, lub Ligi Europejskiej mają prawo wystawić we wszystkich europejskich rozgrywkach EHF od 4 do 5 zespołów (w zależności od innych rankingów). Liczba zespołów tych federacji, które mają prawo startu w EHF European Cup jest równa liczbie pozostałych miejsc na kluby w rozgrywkach europejskich, po odliczeniu klubów biorących udział w Lidze Mistrzów i Lidze Europejskiej. Przykłady:
  -  Norwegia posiada limit 4 zespołów we wszystkich rozgrywkach europejskich. Mistrz kraju ma zagwarantowane miejsce w Lidze Mistrzów, natomiast Norwegia nie posiada zapewnionego miejsca w Lidze Europejskiej. Norweskiej federacji pozostają 3 wolne miejsca na Puchar Europejski.
  -  Chorwacja posiada limit 4 zespołów we wszystkich rozgrywkach europejskich. Mistrz kraju ma zagwarantowane miejsce w Lidze Mistrzów, natomiast wicemistrz i 3. miejsce ma prawo gry w Lidze Europejskiej. Chorwackiej federacji pozostaje 1 wolne miejsce na Puchar Europejski.
  -  Polska posiada limit 4 zespołów we wszystkich rozgrywkach europejskich. Mistrz kraju ma zagwarantowane miejsce w Lidze Mistrzów, natomiast wicemistrz, 3. miejsce i 4. miejsce mają prawo gry w Lidze Europejskiej. Polskiej federacji nie pozostaje żadne wolne miejsce w Pucharze Europejskim.
- Federacje, których kluby nie brały udziału w europejskich rozgrywkach od co najmniej 3 lat mają prawo wystawić po 3 zespoły. Przykłady takich federacji:  Albania,  Gruzja,  Monako

Liczba miejsc danej federacji w rozgrywkach może ulec zmianie, na przykład w przypadku rezygnacji jednego z klubów z udziału w pucharach.

## Zwycięzcy

### Puchar Miast EHF
| Sezon     | Finał                  | Finał       | Finał              |
| Sezon     | Zwycięzca              | Wynik       | Finalista          |
| --------- | ---------------------- | ----------- | ------------------ |
| 1993/1994 | TUSEM Essen            | 27–17 31–26 | HK Drott           |
| 1994/1995 | TV Niederwürzbach      | 26–29 32–26 | Cadagua Gáldar     |
| 1995/1996 | Drammen HK             | 22–21 27–21 | SG Hameln          |
| 1996/1997 | TuS Nettelstedt        | 32–19 27–23 | KIF Kolding        |
| 1997/1998 | TuS Nettelstedt        | 24–22 25–23 | IFK Skövde HK      |
| 1998/1999 | SG Flensburg-Handewitt | 27–27 26–21 | A.D.C. Ciudad Real |
| 1999/2000 | TV Grosswallstadt      | 30–23 27–32 | BM Valladolid      |

### Puchar Wyzwań EHF
| Sezon     | Finał                                            | Finał                                            | Finał                                            |
| Sezon     | Zwycięzca                                        | Wynik                                            | Finalista                                        |
| --------- | ------------------------------------------------ | ------------------------------------------------ | ------------------------------------------------ |
| 2000/2001 | RK Jugović Kać                                   | 27–27 26–22                                      | Pfadi Winterthur                                 |
| 2001/2002 | Skjern Handball                                  | 20–27 34–17                                      | RK Pelister                                      |
| 2002/2003 | Skjern Handball                                  | 27–30 35–25                                      | Filippos Verias                                  |
| 2003/2004 | IFK Skövde                                       | 20–21 27–24                                      | Dunkerque Handball                               |
| 2004/2005 | Wacker Thun                                      | 29–24 26–29                                      | ABC/UMinho                                       |
| 2005/2006 | CSA Steaua Bukareszt                             | 29–24 26–29                                      | SC Horta                                         |
| 2006/2007 | CS Caras Reșița                                  | 26–26 36–36                                      | Drammen HK                                       |
| 2007/2008 | CS Caras Reșița                                  | 28–29 26–18                                      | Alpa Hard                                        |
| 2008/2009 | CS Caras Reșița                                  | 25–27 25–20                                      | CSU Suceava                                      |
| 2009/2010 | Sporting CP                                      | 27–25 27–26                                      | MMTS Kwidzyn                                     |
| 2010/2011 | RK Koper                                         | 27–27 31–27                                      | Benfica                                          |
| 2011/2012 | AC Diomidis Argous                               | 26–23 20–22                                      | Wacker Thun                                      |
| 2012/2013 | SKA Mińsk                                        | 31–26 32–24                                      | Handball Esch                                    |
| 2013/2014 | IK Sävehof                                       | 37- 26 n/a                                       | RK Metaloplastika                                |
| 2014/2015 | HC Odorheiu Secuiesc                             | 28–32 32–25                                      | ABC/UMinho                                       |
| 2015/2016 | ABC/UMinho                                       | 28–22 25–29                                      | Benfica                                          |
| 2016/2017 | Sporting CP                                      | 37–28 30–24                                      | AHC Potaissa Turda                               |
| 2017/2018 | AHC Potaissa Turda                               | 33–22 26–27                                      | AEK Ateny                                        |
| 2018/2019 | CSM Bukareszt                                    | 22–22 26–20                                      | Madera Andebol                                   |
| 2019/2020 | Zawody nie odbyły się z powodu pandemii COVID-19 | Zawody nie odbyły się z powodu pandemii COVID-19 | Zawody nie odbyły się z powodu pandemii COVID-19 |

### Puchar Europejski EHF
| Sezon     | Finał        | Finał       | Finał      |
| Sezon     | Zwycięzca    | Wynik       | Finalista  |
| --------- | ------------ | ----------- | ---------- |
| 2020/2021 | AEK Ateny    | 30–26 24–20 | Ystads     |
| 2021/2022 | Nærbø        | 29–25 27–26 | CS Minaur  |
| 2022/2023 | RK Vojvodina | 30–23 25–23 | Nærbø      |
| 2023/2024 | Valur        | 30–26 32–35 | Olympiacos |
| 2024/2025 | RK Alkaloid  | 29-25 10-0  | AEK Ateny  |

## Klasyfikacja finalistów
| Drużyna                | Zwycięzca | Lata wygranych   | Finalista | Lata przegranych |
| ---------------------- | --------- | ---------------- | --------- | ---------------- |
| CS Caras Reșița        | 3         | 2007, 2008, 2009 |           |                  |
| TuS Nettelstedt        | 2         | 1997, 1998       |           |                  |
| Skjern Handball        | 2         | 2002, 2003       |           |                  |
| Sporting CP            | 2         | 2010, 2017       |           |                  |
| ABC/UMinho             | 1         | 2016             | 2         | 2005, 2015       |
| AEK Ateny              | 1         | 2021             | 2         | 2018, 2025       |
| IFK Skövde             | 1         | 2004             | 1         | 1998             |
| Drammen HK             | 1         | 1996             | 1         | 2007             |
| Wacker Thun            | 1         | 2005             | 1         | 2012             |
| AHC Potaissa Turda     | 1         | 2018             | 1         | 2017             |
| Nærbø                  | 1         | 2022             | 1         | 2023             |
| TUSEM Essen            | 1         | 1994             |           |                  |
| TV Niederwürzbach      | 1         | 1995             |           |                  |
| SG Flensburg-Handewitt | 1         | 1999             |           |                  |
| TV Großwallstadt       | 1         | 2000             |           |                  |
| RK Jugović Kać         | 1         | 2001             |           |                  |
| CSA Steaua Bukareszt   | 1         | 2006             |           |                  |
| RK Koper               | 1         | 2006             |           |                  |
| AC Diomidis Argous     | 1         | 2012             |           |                  |
| SKA Mińsk              | 1         | 2013             |           |                  |
| IK Sävehof             | 1         | 2014             |           |                  |
| HC Odorheiu Secuiesc   | 1         | 2015             |           |                  |
| CSM Bukareszt          | 1         | 2019             |           |                  |
| Vojvodina              | 1         | 2023             |           |                  |
| Valur                  | 1         | 2024             |           |                  |
| RK Alkaloid            | 1         | 2025             |           |                  |
| SL Benfica             |           |                  | 2         | 2011, 2016       |
| HK Drott               |           |                  | 1         | 1994             |
| Cadagua Gáldar         |           |                  | 1         | 1995             |
| SG Hameln              |           |                  | 1         | 1996             |
| KIF Kolding            |           |                  | 1         | 1997             |
| A.D.C. Ciudad Real     |           |                  | 1         | 1999             |
| BM Valladolid          |           |                  | 1         | 2000             |
| Pfadi Winterthur       |           |                  | 1         | 2001             |
| RK Pelister            |           |                  | 1         | 2002             |
| Filippos Verias        |           |                  | 1         | 2003             |
| Dunkerque Handball     |           |                  | 1         | 2004             |
| SC Horta               |           |                  | 1         | 2006             |
| Alpa Hard              |           |                  | 1         | 2008             |
| MMTS Kwidzyn           |           |                  | 1         | 2010             |
| Handball Esch          |           |                  | 1         | 2013             |
| RK Metaloplastika      |           |                  | 1         | 2014             |
| Madera Andebol         |           |                  | 1         | 2019             |
| IF Ystads              |           |                  | 1         | 2021             |
| Minaur Baia Mare       |           |                  | 1         | 2022             |
| Olympiacos             |           |                  | 1         | 2024             |